# Timo Weß
Timo Weß né le 2 juillet 1982 est un joueur de hockey sur gazon allemand. Il a fait partie de l'équipe messieurs qui a gagné la médaille de bronze aux Jeux olympiques 2004 à Athènes (Grèce). Il est né à Moers.
Défenseur, il joue pour le club allemand de Crefelder HTC, faisant ses débuts internationaux le 26 février 2001 en match amical contre l'Inde à Bombay. Précédemment, il a joué pour le club de Uhlenhorst HTC. Depuis les Jeux olympiques d'Athènes, il est le capitaine de l'équipe nationale masculine de hockey sur gazon allemande.

## Tournois internationaux séniors
- 2001 – Trophée des champions, Rotterdam (1re place)
- 2002 – Coupe du Monde, Kuala Lumpur (1re place)
- 2002 – Trophée des Champions, Cologne (2e place)
- 2003 – Championnat d'Europe, Barcelone (1re place)
- 2004 – Jeux olympiques, Athènes (3e place)
- 2005 – Championnat d'Europe, Leipzig (3e place)
- 2005 – Trophée des Champions, Chennai (4e place)
- 2006 – Trophée des Champions, Terrassa (2e place)
- 2006 – Coupe du Monde, Mönchengladbach (1re place)
- 2007 – Championnat d'Europe, Manchester (4e place)
- 2007 – Trophée des Champions, Kuala Lumpur (1re place)
- 2008 – Jeux olympiques, Pékin (1re place)
- 2012 – Jeux olympiques, Londres (1re place)